# 武川寛海
武川 寛海（たけかわ ひろみ、1914年2月22日 - 1992年5月2日）は、日本の音楽評論家。ベートーヴェン研究家。音楽之友社『音楽芸術』編集長。

## 来歴
判事を務めていた武川佳海の息子として東京に生まれる。父の転勤に伴い、福島県から静岡県や栃木県を転々として育つ。栃木県立栃木中学校 (旧制)から成蹊高等学校 (旧制)を経て、1938年3月、東京帝国大学文学部美学科卒業。大学在学中、下總皖一に作曲を師事。1938年4月、日本コロムビア株式会社に入社。文芸部に所属し、ディレクターとして勤務。1943年に同社を退社して満洲の新京に渡り、株式会社満洲映画協会に入社。音楽監督を務める。1946年8月に満洲から引き揚げ、同年10月、音楽之友社に入社。『音楽芸術』『音楽之友』の編集部長を歴任。1951年、ラジオ東京（現在のTBSラジオ）に入社。編成局音楽部長を務めつつ1958年、上野学園大学専任教授に就任。1968年、文部省の委嘱で教科用図書検定調査審議会委員を務める。1969年にTBSを定年退職。1987年に大学を定年退職し、名誉教授となる。1992年、心不全により浦和市で死去。

## 人物
趣味は酒。宗教は神道。

## 家族
- ゴダイゴのメインボーカル、タケカワユキヒデ（本名：武川 行秀）は三男。武川アイは孫。

## 著書
- 『音楽会 音楽ガイド』音楽之友社 音楽新書　1956
- 『レコード』朝日新聞社 アサヒ相談室 1956
- 『ハイドンからシヨスタコーヴィッチまでの交響曲』音楽之友社 1957
- 『ヨハン・シュトラウス』音楽之友社 少年音楽文庫 1960
- 『協奏曲の歴史と名曲』音楽之友社 1965
- 『人間ベートーヴェン』講談社 1970
- 『逸話で綴る音楽家物語』玉川大学出版部 1972
- 『音楽史の休日 見落されたエピソード』正続　音楽之友社 1972-74
- 『音楽史とっておきの話』（音楽之友社）1976
- 『「第九」のすべて』日本放送出版協会 1977　芸術現代社 1987
- 『ベートーヴェンの虚像をはぐ』音楽之友社 1977
- 『名曲の生まれたとき』共同通信社 FM選書 1981
- 『音楽家たちの意外な話』音楽之友社 1982
- 『音楽史とっておきの話 続』音楽之友社 1982
- 『音楽科がすきになる5分間話』黎明書房 指導者の手帖 1983
- 『音楽史とくに知らなくてもいい話』中央公論社 1983
- 『音楽史ウソのようなホントの話』音楽之友社 1989
- 『エピソードで綴るモーツァルトの生涯 ちょっと意外な話37話』講談社 1991
- 『名曲意外史』毎日新聞社 ミューブックス 1992
- 『音楽エピソード面白全集 ものしり瓢箪』芸術現代社 1993
- 『おもしろすぎる音楽5分間話』全2巻　黎明書房 教師のための携帯ブックス 2012

### 翻訳
- エルンスト・トッホ『旋律学』共益商社書店 1939 音楽之友社、1953
- パウル・ベッカー『ベートーヴェンよりマーラーまでの交響曲』管楽研究会 1942
- パウル・ベッカー『ドイツの音楽生活 社会篇』楽苑社 1943
- グスタフ・ノッテボーム『ベートーヴェニアーナ 創作記録と手記の考証』音楽之友社 1951
- 『ホフマン音楽小説集』音楽之友社 音楽文庫 1951
- 『オペラ対訳シリーズ 第17 魔弾の射手』フリートリッヒ・キント台本 カルル・マリア・フォン・ヴェーバー作曲 音楽之友社 1970
- ロベール・ボリー編『ベートーヴェン 目でみるドキュメント』音楽之友社 1970
- エディッタ・シュテルバ, リヒャルト・シュテルバ『ベートーヴェンとその甥 人間関係の研究』音楽之友社 1970
- ヨーゼフ・ハインツ・アイブル編『モーツァルト年譜』音楽之友社 モーツァルト叢書 1974
- アルベルト・クリストフ・ディース著 ホルスト・ゼーガー編『ハイドン 伝記的報告』音楽之友社 1978
- 『あの世の楽聖たち 音楽家の書いた音楽小説集』訳編 芸術現代社 1979